# Elpidia adenensis
Elpidia adenensis is een zeekomkommer uit de familie Elpidiidae.
De wetenschappelijke naam van de soort werd in 1971 gepubliceerd door G.M. Belyaev.